# 일본국 헌법 제16조
일본국 헌법 제16조(일본어: 日本国憲法第16条)은 일본국 헌법 제3장 "국민의 권리와 의무"의 조문 중 하나이다. 청원권에 대해 규정하고 있다.

## 조문
일본국 헌법 제16조
누구든지 손해의 구제, 공무원의 파면, 법률, 명령 또는 규칙의 제정, 폐지 또는 개정 그 외 사항에 관해 평온하게 청원할 권리를 가지며, 누구든지 이러한 청원을 이유로 어떠한 차별 대우도 받지 아니한다.

## 해설
이른바 청원권에 대해 규정하고 있는 조문이다. 청원은 그 내용으로 공무원에 대한 비판, 손해 구제 등의 내용이 대부분이기 때문에 실질적으로 청원권을 보장하는 차원에서 청원을 했다는 이유만으로 불이익한 대응을 받지 않음을 헌법상 보장하는 것이다. 또한 적절한 청원이라면 헌법상의 보호를 받기 위해서 평온한 상태에서 이뤄져야 한다는 것도 규정되어 있다.